# Glyndebourne Festival Opera
Glyndebourne Festival Opera, i dagligt tal Glyndebourne, är en brittisk operafestival som äger rum på Glyndebourne, en lantegendom utanför Lewes i East Sussex i England.

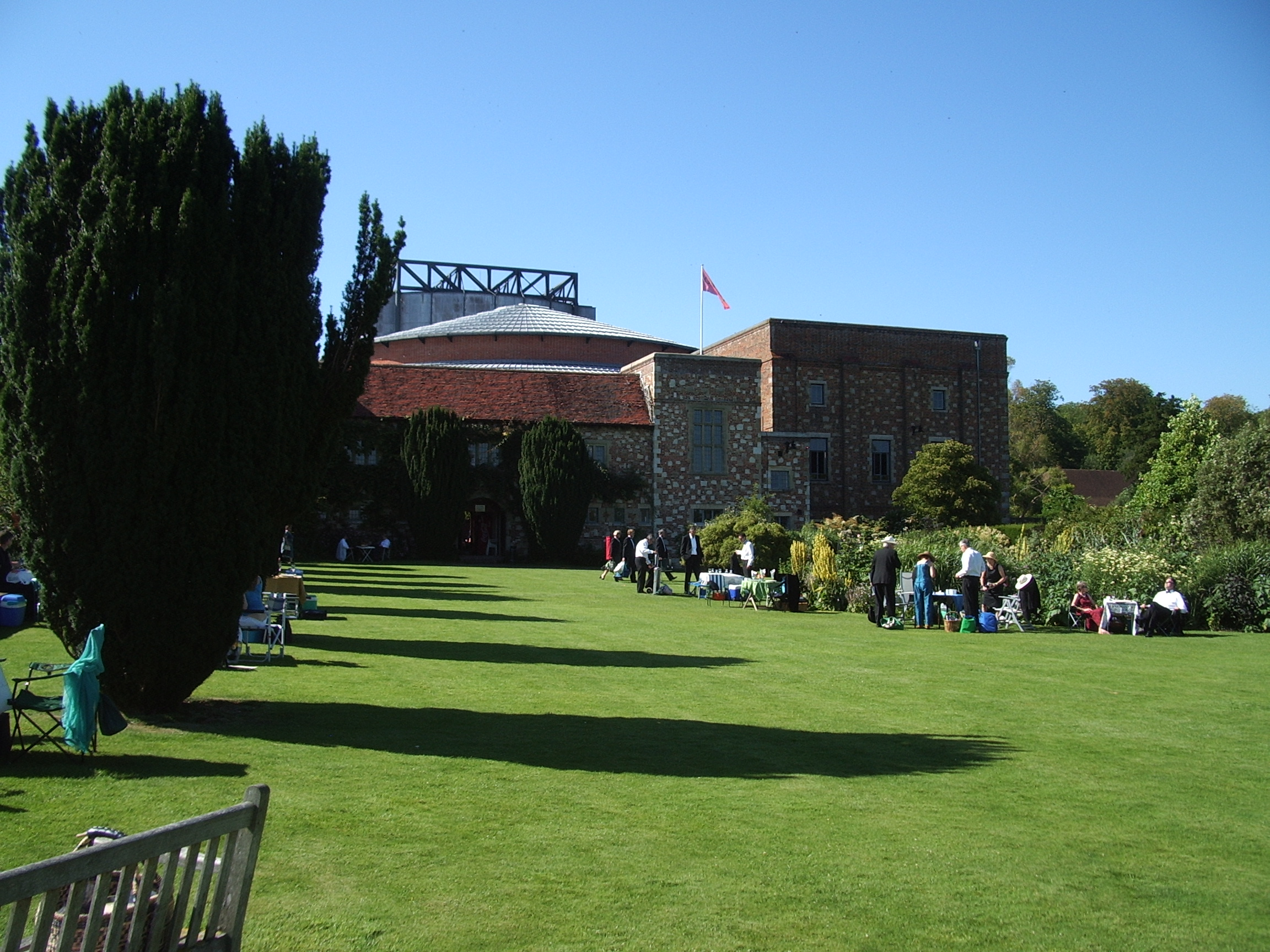
Det nya operahuset, 31 juli 2007

År 1934 byggde affärsmannen John Christie ett operahus på godset Glyndeborn i Sussex söder om London. Under övervakning av familjen Christie har festivalen hållits årligen sedan dess, förutom 1941–45 under andra världskriget, och 1993 när operahuset byggdes om för en öppning 1994. Gus Christie, son till Sir George Christie och barnbarn till festivalens grundare John Christie, blev festivalordförande 2000.

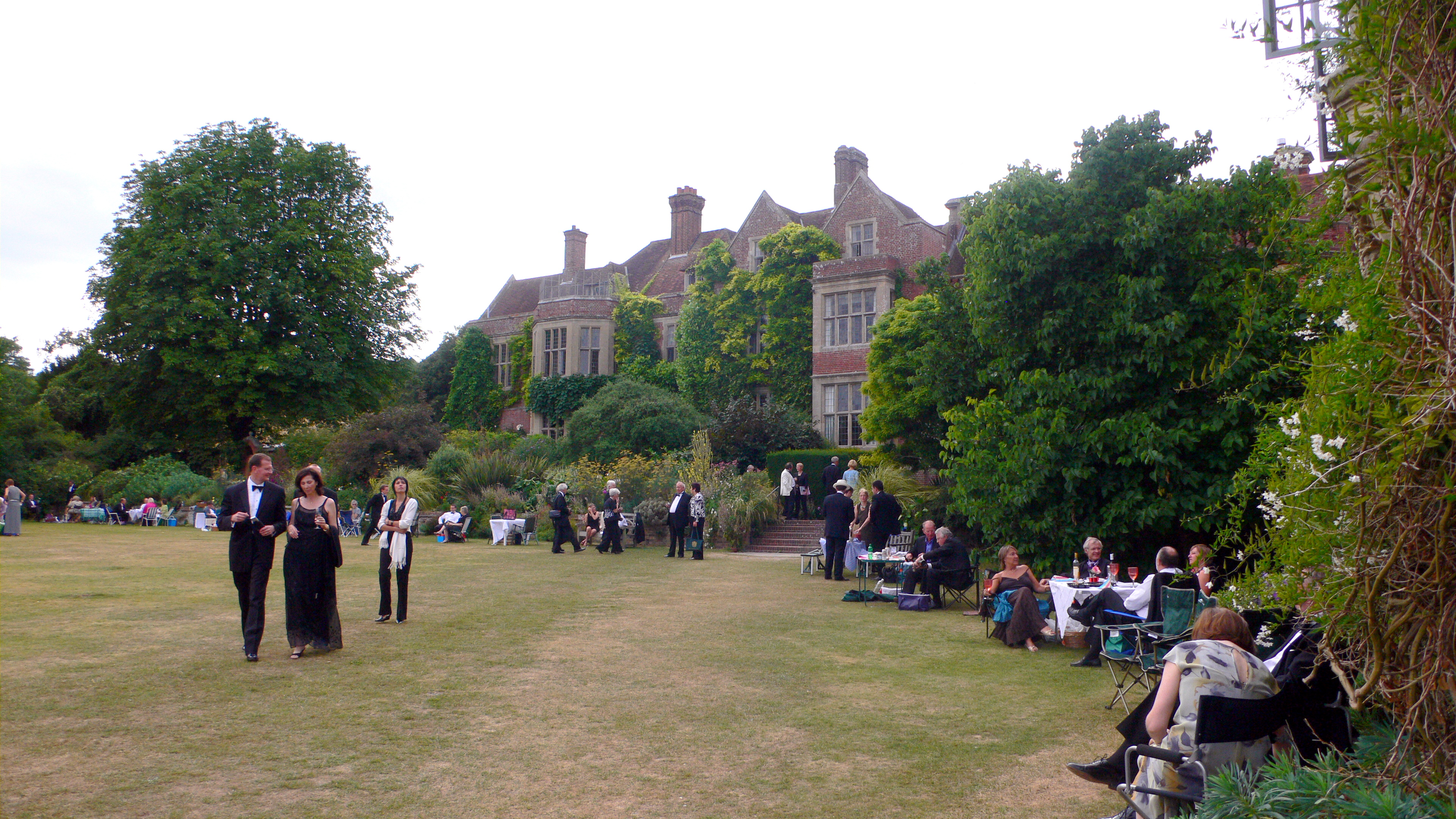
Glyndebourne House, 1 augusti 2006

Sedan företagets start har Glyndebourne varit särskilt berömt för sina produktioner av operor av Mozart. Inspelningar av Glyndebournes tidigare historiska Mozartproduktioner har framförts på nytt. Åren 1934 – 39 producerade Fritz Busch som konstnärlig ledare den berömda serien av Mozarts operor och Verdis Macbeth med Fritz Busch på Glyndebourneoperan i England. Från 1952 till 1963 var Vittorio Gui musikalisk ledare för Glyndebournefestivalen. Han introducerade Gioacchino Rossini på festivalen. Också andra kända verk har spelats på festivalen, från Hans Werner Henze till Claudio Monteverdi. Andra anmärkningsvärda produktioner är framförandet av George Gershwins Porgy and Bess 1980, regisserad av Trevor Nunn, som senare utvidgades från Glyndebournescenen och filmades 1993 för TV, med Nunn som regissör även denna gång. Medan Mozarts operor har fortsatt att vara grundpelaren i repertoaren, har företaget utökat den med produktioner av Leoš Janáček och Georg Friedrich Händel.
Den huvudsakliga orkestern för Glyndebourne Festival är London Philharmonic Orchestra (sedan 1964). Festivalens biträdande orkester är Orchestra of the Age of Enlightenment. I januari 2014 blev Robin Ticciati den sjunde musikchefen för företaget.
Tidigare generaldirektörer för festivalen har varit David Pickard. I november 2015 tillkännagav festivalen utnämningen av Sebastian F. Schwarz till dess generaldirektör, med början i maj 2016. I mars 2018 avgick Schwarz som generaldirektör. I augusti 2018 tillkännagav festivalen utnämningen av Stephen Langridge till nästa konstnärliga chef, med början våren 2019.
Festivalen fungerar utan subventioner. Det första införandet av annonser var 2003. Festivalen har planerat att integrera energi från vindkraftverk som en del av sitt "gröna" initiativ.
Många deltagare från Glyndebourne kommer från London, och evenemanget betraktas som en del av den engelska sommarsäsongen. Föreställningar börjar på eftermiddagen, vilket gör det möjligt för Londonbor att lämna staden efter lunch och avsluta i tid så att de kan ta det sista tåget tillbaka. Ett långt intervall gör det möjligt för operabesökarare att få picknickmiddagar på de vidsträckta gräsmattorna eller på en av restaurangerna på tomten. I London presenterar företaget årligen en operaföreställning på The Proms.

### Fotnoter
1. 1 2   Nationalencyklopedin. Bd 7. Höganäs: Bra böcker. 1992. sid. 531, Glyndebourne Festival Opera
. ISBN 91-7024-619-X
2. ↑  Rupert Christiansen (1 maj 2001). ”Dad assures me we're in the best condition ever” (på engelska). The Telegraph. https://www.telegraph.co.uk/culture/4723200/Dad-assures-me-were-in-the-best-condition-ever.html. Läst 25 december 2020.
3. ↑  McN., W. (juli 1935). ”The Mozart Festival at Glyndebourne”. The Musical Times 76 (1109):  sid. 646.
4. ↑  Tim Ashley (13 juni 2008). ”Mozart: Le Nozze di Figaro, Gencer/ Freni/ Bacquier/ Blankenburg/ RPO/ Varviso” (på engelska). The Guardian. https://www.theguardian.com/music/2008/jun/13/classicalmusicandopera2. Läst 25 december 2020.
5. ↑  Tim Ashley (4 juni 2002). ”Katya Kabanova” (på engelska). The Guardian. https://www.theguardian.com/music/2002/jun/04/classicalmusicandopera.artsfeatures. Läst 25 december 2020.
6. ↑  Andrew Clements (31 oktober 2003). ”The Makropulos Case: London Philharmonic/Davis” (på engelska). The Guardian. https://www.theguardian.com/film/2003/oct/31/dvdreviews.shopping. Läst 25 december 2020.
7. ↑  Martin Kettle (24 maj 2009). ”Giulio Cesare” (på engelska). The Guardian. https://www.theguardian.com/music/2009/may/24/giulio-cesare-glyndebourne-david-mcvicar. Läst 25 december 2020.
8. ↑  Glyndebourne Festival Opera (1 juli 2011). "Robin Ticciati will be Festival Music Director from January 2014". Pressmeddelande.  Läst 25 december 2020. Arkiverad från originalet den 2 juli 2011. ”Arkiverade kopian”. Arkiverad från originalet den 2 juli 2011. https://web.archive.org/web/20110702052021/http://glyndebourne.com/news-article/robin-ticciati-will-be-festival-music-director-january-2014. Läst 25 december 2020.
9. ↑  Maeve Kennedy (1 juli 2011). ”Glyndebourne baton handed to Robin Ticciati” (på engelska). The Guardian. https://www.theguardian.com/music/2011/jul/01/glyndebourne-director-baton-robin-ticciati. Läst 25 december 2020.
10. ↑  Glyndebourne Festival Opera (2015-05-26). "David Pickard appointed Director, BBC Proms" (på engelska). Pressmeddelande.
11. ↑  Glyndebourne Festival Opera (2015-11-17). "Glyndebourne Appoints New General Director" (på engelska). Pressmeddelande.
12. ↑  Glyndebourne Opera (4 december 2017). "Sebastian F. Schwarz steps down as General Director of Glyndebourne" (på engelska). Pressmeddelande.
13. ↑  Glyndebourne Opera (9 augusti 2018). "Stephen Langridge appointed Artistic Director of Glyndebourne" (på engelska). Pressmeddelande.
14. ↑  Charlotte Higgins (15 maj 2003). ”Inclusive engagement” (på engelska). The Guardian. https://www.theguardian.com/music/2003/may/15/classicalmusicandopera.artsfeatures. Läst 25 december 2020.
15. ↑  Charlotte Higgins (30 november 2009). ”How British opera reinvented itself” (på engelska). The Guardian. https://www.theguardian.com/music/2009/nov/30/opera-eno-glyndebourne-opera-north. Läst 25 december 2020.
16. ↑  Martin Kettle (20 juli 2006). ”Cosi fan tutte (Royal Albert Hall, London)” (på engelska). The Guardian. https://www.theguardian.com/music/2006/jul/20/classicalmusicandopera.theatre. Läst 25 december 2020.